# Phthersigena melania
Phthersigena melania är en bönsyrseart som beskrevs av Tindale 1923. Phthersigena melania ingår i släktet Phthersigena och familjen Amorphoscelidae. Inga underarter finns listade i Catalogue of Life.